# Fast X (soundtrack)
Fast X (Original Motion Picture Soundtrack) is de originele soundtrack voor de film Fast X, ook bekend als Fast & Furious 10. De soundtrack werd als muziekdownload uitgebracht op 19 mei 2023 door Artist Partner Group en Universal Music Group Het album werd op compact disc uitgebracht op 16 juni 2023 door Virgin Music.
De originele soundtrack met de filmmuziek van Brian Tyler werd op 2 juni 2023 uitgebracht door Back Lot Music.

## Fast X (Original Motion Picture Soundtrack)
Het album bevat muziek van diverse artiesten die in de film zijn gebruikt, waaronder "Won't Back Down" van YoungBoy Never Broke Again, Bailey Zimmerman & Dermot Kennedy, "Toretto" van J Balvin en "Let's Ride" (Trailer Anthem) van Ty Dolla $ign, Lambo4oe, Bone Thugs-N-Harmony, YG & The Notorious B.I.G. die ook eerder op single zijn uitgebracht.

### Nummers (muziekdownload)
1. "The End of The Road Begins (Intro)" – Kai Cenat (0:37)
2. "Spinnin'" – Lil Durk & EST Gee (2:47)
3. "Get It" – Anti Da Menace & Luh Tyler (1:43)
4. "Won't Back Down" – feat. YoungBoy Never Broke Again, Bailey Zimmerman & Dermot Kennedy (2:42)
5. "Angel Pt. 1" – feat. Kodak Black, NLE Choppa, JVKE & Muni Long (2:55)
6. "My City" – feat. 24kGoldn, Kane Brown & G Herbo	(2:29
7. "Countin' On You" – feat. Fridayy, Khi Infinite & Lil Tjay (2:28)
8. "Supafly" – feat. BigXthaPlug, Cootie & BiC Fizzle (2:58)
9. "Reaper" – Babyface Ray, feat. Peezy & BabyTron (2:48)
10. "Steppers" – NLE Choppa & Nardo Wick (2:44)
11. "9 In My Hand (FAST X Remix)" – Kordhell & Key Glock (1:57)
12. "Datura" – $uicideboy$ (1:36)
13. "Furious" – BIA (0:43)
14. "Toretto" – J Balvin (2:30)
15. "Te Cura" – Maria Becerra	(2:30)
16. "Sigue La Fiesta" – feat. Santa Fe Klan, Justin Quiles & Dalex	(3:02)
17. "Gasolina (Safari Riot Remix)" – feat. Myke Towers & Daddy Yankee	(2:32)
18. "Vai Sentando" – feat. Skrillex, Duki, Ludmilla & King Doudou (2:14)
19. "Bando (FAST X Remix)" – feat. MadMan, Gemitaiz & ANNA (2:48)
20. "Let's Ride" (Trailer Anthem) – feat. Ty Dolla $ign, Lambo4oe, Bone Thugs-N-Harmony, YG & The Notorious B.I.G. (2:27)
21. "Nothing Else Matters" – Jessie Murph (3:10)

### Nummers (compact disc)
1. "Won't Back Down" – Youngboy Never Broke Again, Dermot Kennedy & Bailey Zimmerman
2. "Angel PT 1" – Kodak Black & Nle Choppa Feat Jimin of BTS, Jvke & Muni Long
3. "Nothing Else Matters" – Jessie Murph
4. "My City" – 24Kgoldn, Kane Brown & G Herbo
5. "Te Cura" – Maria Becerra
6. "Countin' on You" – Lil Tjay, Fridayy & Khi Infinite
7. "Spinnin'" – Lil Durk Feat Est Gee
8. "Let's Ride" – Yg & the Notorious B I G Feat Lambo4Oe, Ty Dolla $Ign & Bone Thugs-N-Harmony
9. "Toretto" – J Balvin
10. "Furious" - Bia
11. "Sigue la Fiesta" – Justin Quiles, Dalex & Santa Fe Klan
12. "Vai Sentando" – Skrillex Feat Ludmilla, King Doudou & Duki
13. "9 in My Hand (Fast X Remix)" – Kordhell & Key Glock
14. "Gasolina (Safari Riot Remix)" – Daddy Yankee Feat Myke Towers
15. "Bando (Fast X Remix)" – Anna Feat Madman & Gemitaiz

## Fast X (Original Motion Picture Score)
Fast X (Original Motion Picture Score) is het soundtrackalbum met de originele filmmuziek gecomponeerd door Brian Tyler, die het zijn "meest complexe" filmmuziek in de franchise noemde.

### Nummers
| 1.                  | Fast X                               | 2:30 |
| 2.                  | Dante's Inferno                      | 3:39 |
| 3.                  | Veloce e Forte                       | 4:23 |
| 4.                  | Momentum                             | 4:57 |
| 5.                  | Scales of Power                      | 2:59 |
| 6.                  | Origin Story                         | 6:03 |
| 7.                  | Move                                 | 2:49 |
| 8.                  | Nobody's Rome                        | 2:13 |
| 9.                  | Piquete                              | 1:12 |
| 10.                 | Jakob's Ladder                       | 3:54 |
| 11.                 | Under New Management                 | 4:32 |
| 12.                 | Letty and Dom                        | 1:40 |
| 13.                 | Black Site                           | 2:10 |
| 14.                 | Slap Party                           | 3:22 |
| 15.                 | Hermana                              | 2:11 |
| 16.                 | Legacy                               | 4:40 |
| 17.                 | Showtime                             | 1:46 |
| 18.                 | The Lens of Time                     | 1:00 |
| 19.                 | Aviation Schism                      | 3:26 |
| 20.                 | While Rome Burns                     | 2:05 |
| 21.                 | How Do You Choose?                   | 2:35 |
| 22.                 | Visions of the Past                  | 2:55 |
| 23.                 | Back to Swan Lake                    | 4:37 |
| 24.                 | Million Dollar Woman                 | 2:46 |
| 25.                 | Roman's Riches                       | 1:43 |
| 26.                 | One If By Plane                      | 2:19 |
| 27.                 | Follow the Litres                    | 1:52 |
| 28.                 | Family Values                        | 2:23 |
| 29.                 | Rebalance of Power                   | 2:50 |
| 30.                 | Viaduct Dodge                        | 2:37 |
| 31.                 | Home Invasion                        | 2:02 |
| 32.                 | Standoff                             | 2:53 |
| 33.                 | Won't Back Down (Orchestral Version) | 3:33 |
| 34.                 | The Final Lesson                     | 3:42 |
| 35.                 | Finale X                             | 3:29 |
| Totale duur: 103:47 |                                      |      |